# Ibantu
Ibantu är ett berg i Etiopien.   Det ligger i regionen Oromia, i den västra delen av landet, 280 km väster om huvudstaden Addis Abeba. Toppen på Ibantu är 2 090 meter över havet.
Terrängen runt Ibantu är huvudsakligen kuperad, men västerut är den bergig. Runt Ibantu är det ganska glesbefolkat, med 34 invånare per kvadratkilometer. I omgivningarna runt Ibantu växer huvudsakligen savannskog.